# قرار مجلس الأمن التابع للأمم المتحدة رقم 1089
قرار مجلس الأمن التابع للأمم المتحدة رقم 1089، المتخذ بالإجماع في 13 كانون الأول / ديسمبر 1996، بعد التذكير بجميع القرارات المتعلقة بالحالة في طاجيكستان والحدود الطاجيكية الأفغانية، مدد المجلس ولاية بعثة مراقبي الأمم المتحدة في طاجيكستان حتى 15 آذار / مارس 1997 وتناول الجهود المبذولة لإنهاء الصراع في البلاد.
وكان هناك قلق بشأن تدهور الوضع في طاجيكستان، وشدد مجلس الأمن على ضرورة التزام الأطراف المعنية باتفاقاتها. ولن يتم حل الوضع إلا بالوسائل السياسية بين حكومة طاجيكستان والمعارضة الطاجيكية المتحدة، وسيكون ذلك مسؤوليتهما الأساسية. وشدد القرار أيضاً على عدم قبول الأفعال المعادية على الحدود مع أفغانستان، وكان راضياً في التعاون بين بعثة مراقبي الأمم المتحدة وقوة حفظ السلام التابعة لرابطة الدول المستقلة، وقوات الحدود الروسية ومنظمة الأمن والتعاون في أوروبا.
وأدان المجلس انتهاكات وقف إطلاق النار، لا سيما هجوم المعارضة في منطقة غرم. تم حث جميع الأطراف على الامتثال لاتفاق طهران والاتفاقات الأخرى التي دخلت فيها وأن وقف إطلاق النار سيستمر خلال المناقشات بين الطاجيكيين. كما أدان الهجمات الإرهابية وأعمال العنف الأخرى التي أسفرت عن مقتل مدنيين وأفراد من قوات حفظ السلام التابعة لرابطة الدول المستقلة وحرس الحدود الروس. كما أُدينت بشدة تهديدات القتل لبعثة مراقبي الأمم المتحدة في طاجيكستان وإساءة معاملتها.
ومُددت ولاية بعثة مراقبي الأمم المتحدة في طاجيكستان حتى 15 آذار / مارس 1997 بشرط أن تظهر الأطراف في اتفاق طهران التزامها بالمصالحة الوطنية. وبحلول 15 كانون الثاني / يناير 1997، طُلب من الأمين العام أن يقدم تقريراً إلى المجلس عن نتائج المحادثات. كما كان هناك قلق بشأن تدهور الوضع الإنساني في طاجيكستان، والحاجة الملحة من المجتمع الدولي للاستجابة، بما في ذلك المساهمات الطوعية للقرار 968 (1994).

## روابط خارجية
- نص القرار في undocs.org